# Correlates of War
Correlates of War è un progetto di ricerca accademico sulla storia e la genesi delle guerre e i conflitti armati fra Stati, lanciato nel 1963 all'Università del Michigan dallo scienziato politico J. David Singer (1925-2009), autore del volume Measuring the correlates of war.
I dati della base di conoscenza storica partono dall'anno 1816.
Tutti i database di Correlates of War sono disponibili gratuitamente per uso pubblico e accademico, a patto di citare la fonte. L'attuale direttore è Zeev Maoz, un politologo dell'Università della California, Davis.

## Principi
Il progetto ha portato avanti analisi quantitative circa le cause prime e occasionali delle guerre. Lo scopo era quello di facilitare la raccolta, la diffusione e l'uso di dati quantitativi accurati e affidabili nell'ambito delle relazioni internazionali. I collaboratori si impegnavano a rispettare i principi scientifici di accuratezza dei dati, riproducibilità, documentazione, revisione e trasparenza delle procedure di raccolta dei dati.

## Contenuto
Le basi di dati più utilizzate sviluppate dal progetto includono la lista di Stati indipendenti, l'elenco di guerre civili e tra Stati, l'elenco delle "controversie militarizzate" (crisi militari assimilate a guerre di breve durata) e il Composite Index of National Capability, un indicatore statistico di sintesi ideato da Singer per valorizzare la potenza nazionale misurato annualmente di tutti i Paesi dal 1816. Quest'ultimo analizza le dimensioni dell'esercito, il consumo di energia come stimatore del tasso di industrializzazione, le dimensioni della popolazione e il tasso di urbanizzazione, nonché la produzione di materie prime come ferro e acciaio. 

Altre banche dati includono un'identificazione di tutte le alleanze dal 1816, le relazioni territoriali e l'evoluzione cambiamenti temporale, l'appartenenza a organizzazioni intergovernative.
Sui dati set, sono stati costruiti indicatori quantitativi di variabili-chiave e analisi di correlazione fra essi, nel tentativo di identificare i fattori dei conflitti e più in generale le dinamiche delle relazioni bilaterali fra Stati che spiegano (o consentono di predire in futuro) le alleanze politico-economico-militari e la direzione di sviluppo dei commerci.

## Set di dati
Il sito web di Correlates of War fornisce quattro set di dati per altrettante diverse categorie di guerre: 
1. Guerre non statali: si svolgono tra entità non statali;
2. Guerre intra-statali: si svolgono prevalentemente nel territorio riconosciuto di uno stato;
3. Guerre interstatali: si verificano tra Stati riconosciuti.
4. Guerre extra-statali: tra uno (o più) stati ed un'entità non statale al di fuori dei confini statali.

Queste macrocategorie sono state ulteriormente associate a nove tipologie di guerre (WarType):
- tutte le guerre interstatali hanno WarType 1;
- le guerre extra-statali (classe 4) sono "coloniali" (WarType 2) per mantenere il controllo di una particolare colonia o "imperiali" (WarType 3) per estendere un impero;
- le guerre all'interno degli Stati (classe 2) sono classificate come: guerra civile per il controllo centrale (WarType 4), guerra civile per questioni locali (WarType 5), guerra interna regionale (WarType 6) o guerra intercomunale (WarType 7);
- le guerre non statali sono distinte a seconda del fatto che si svolgono entro il territorio dello Stato (WarType 8) ovvero al di fuori dei suoi statali (WarType 9).

In ciascuno di questi casi, una "guerra deve comportare combattimenti prolungati, che coinvolgono forze armate organizzate, con il risultato di un minimo di 1.000 morti causate dai combattenti in un periodo di dodici mesi".